# 福島ガーデンズタワー

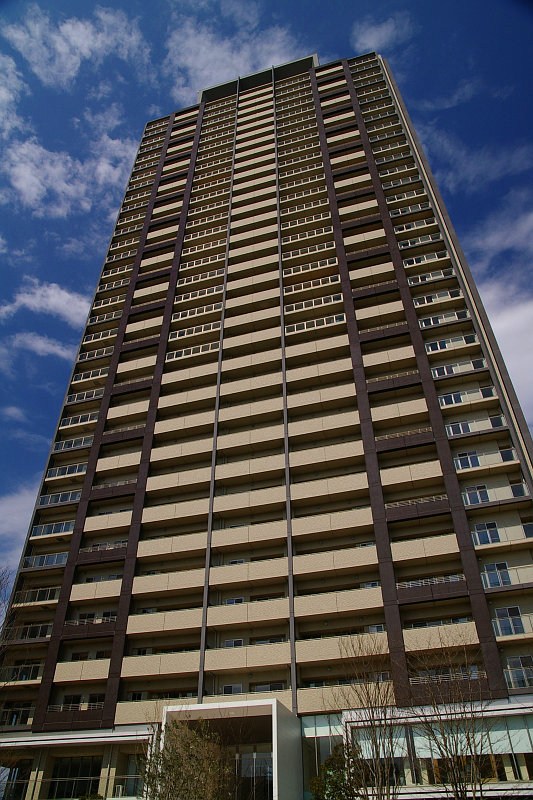
福島ガーデンズタワー

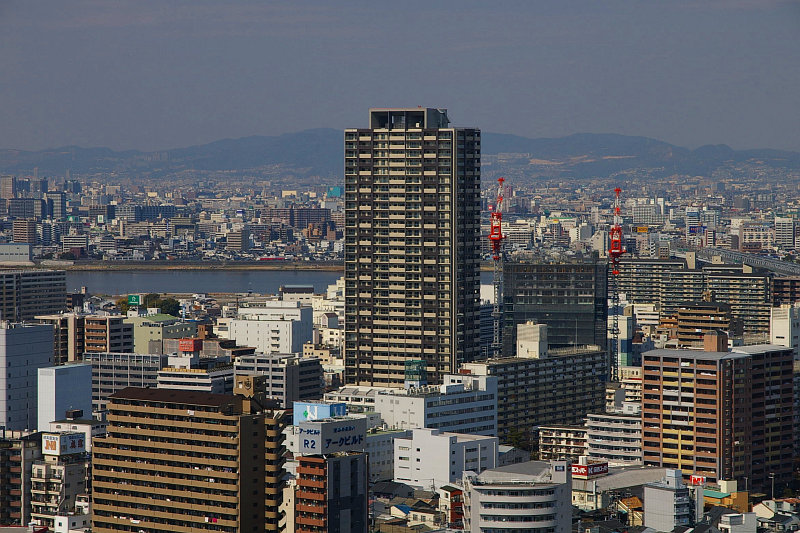
福島ガーデンズタワー

福島ガーデンズタワー（ふくしまガーデンズタワー）は、大阪府大阪市福島区にある超高層マンションである。

## 概要
福島区鷺洲3丁目2番地に所在する。2006年3月に建設が開始され、2008年2月に竣工した。周辺地域はリバーガーデン福島など、大規模な開発が進展している。

## 構造
- 地上 34階
- 地下 -階
- 敷地 5,728m2
- 延面積 28,809m2
- 戸数 283戸
- 高さ 118.76m
- 構造 RC造（免震構造）

## 建築・施工
- 建築主  野村不動産、中央商事、東京建物
- 施工者 奥村組

## 交通機関
- 阪神野田駅 徒歩3分
- 地下鉄千日前線 野田阪神駅 徒歩5分
- JR東西線 海老江駅 徒歩8分

## 近隣施設
- 鷺洲第二団地
- 阪神百貨店 配送センター
- 関西スーパー 福島店
- ウイステ（WISTE） 野田阪神